# Bökesjön (Kinnareds socken, Halland)
Bökesjön är en sjö i Hylte kommun i Halland och ingår i Nissans huvudavrinningsområde.